# Кръстополе (лагер)
„Кръстополе“ или „Еникьой“ е български концентрационен лагер в Ксантийско. Имената на лагера, с които е познат, са всъщност българското и турското име на селото, край което той се намира – Кръстополе или Еникьой.
Създаден е на 1 септември 1941 г. с постановление на Министерския съвет на Царство България като Селище на Държавна сигурност № 2. Това е най-големият български лагер от онзи период, като през пролетта на 1943 година там са затворени 1467 души.
В лагера са изпращани дейци на БКП и други противници на политиката на правителството на Богдан Филов, както и лица от еврейски произход. Според „Кратка българска енциклопедия“ от 1966 г. концлагеристите са поставени при крайно тежки условия на живот. В том трети на „Енциклопедия България“ (1982 г.) се посочва, че интернираните в лагера организират и провеждат политико-просветна работа.
Затворниците в лагера са разделени на групи по професионален признак, които работят в дърводелска и механично-техническа работилница, шивална, обущарна, зидарско-бояджийска, каменарска и други групи. Лагерът има зеленчукова градина от 60 декара, продукцията от която е използвана за храна на лагеристите, лазарет с 10 лекари и зъболекарски кабинет. Според някои източници за историята на лагера в него няма починали затворници. Според други в лагера, поради особено тежките условия, е починал Стефан Миленков, секретар на Областния комитет на РМС Благоевград.